# East Bird's Head jezici
East Bird's Head jezici (istočni bird's head jezici; istočnovogelkopski jezici),  malena papuanska jezična porodica koja obuhvaća (3) jezika na području indonezijskog dijela Nove Gvineje. Jezici ove porodice govore se na poluotoku Vogelkop ili Bird's Head, a predstavljaju je manikion 12,000 (1987 SIL); meyah 14,783 (2000 WCD); i moskona 8,000 (1996 SIL).
Po novijoj klasifikaciji dio je šire porodice east bird’s head-sentani kojoj uz nju pripadaju i 4 jezika podskupine sentani i jezik Burmeso koji je jedini član istoimene podskupine.

## Vanjske poveznice
- Ethnologue (14th)
- Ethnologue (16th)